# معركة باتين
معركة باتين (بالإنجليزية: Battle of Batin)‏ هي معركة بين الدولة العثمانية من جانب والإمبراطورية الروسية من جانب آخر وذلك كجزء من معارك الحرب العثمانية الروسية والتي امتدت خلال الفترة الممتدة من عام 1806 واستمرت حتى عام 1812 ووقعت المعركة يوم 9 سبتمبر 1810 بالقرب من بلدة باتين شمال بلغاريا الآن وكانت المعركة عبارة عن هجوم شنته القوات الروسية علي موقع دفاعي تسيطر عليه قوات عثمانية أكبر عددا وكانت نتيجة المعركة انتصار القوات الروسية ليتمكن الروس من المضي قدما في حملتهم على البلقان العثماني.